# عنبر أباد
عنبر أباد (بالفارسية: عنبرآباد) هي مدينة تقع في إيران في الناحية المركزية في مقاطعة عنبر أباد. يقدر عدد سكانها بـ 18,590 نسمة .